# 词源 (圣依西多禄)

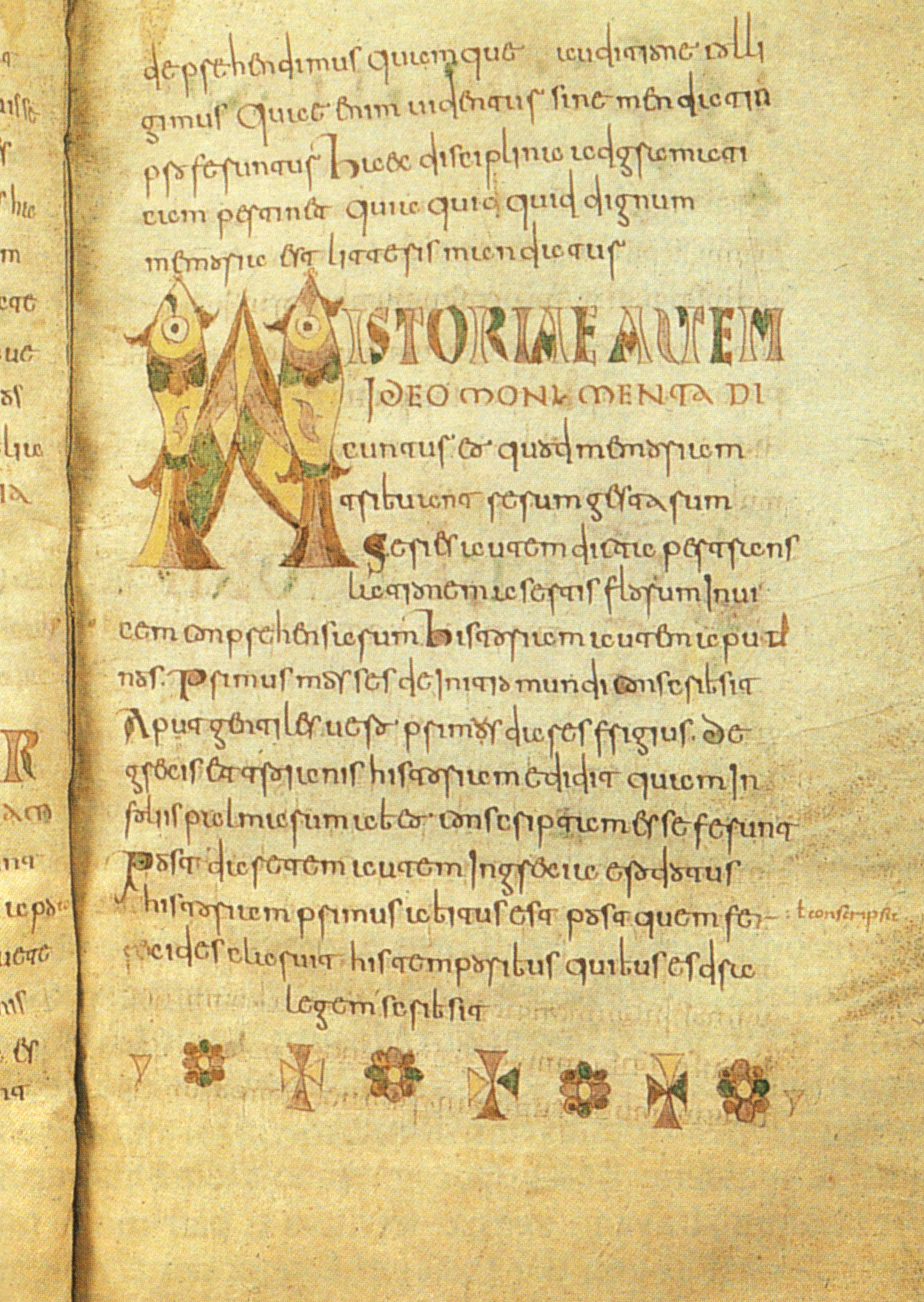
《词源》中的一页

《词源》（拉丁語：Etymologiae）是7世纪时西班牙的神学家圣依西多禄编写的一部拉丁文百科全书，共20卷。这是世界上第一部使用插图的百科全书。该书的西班牙语版在1951年由马德里天主教出版社出版。
各卷内容：
- 第1卷：三藝（語法：邏輯和修辭）
- 第2卷：三藝（修辭學和辯證法）
- 第3卷：四術（數學、幾何、音樂和天文學）
- 第4卷：医学
- 第5卷：法律和年代學
- 第6卷：圣经
- 第7卷：天使团
- 第8卷：基督教会和异教
- 第9卷：人民、语言和政权
- 第10卷：词源词典
- 第11卷：人类
- 第12卷：动物
- 第13卷：天空、大气、海洋
- 第14卷：地理
- 第15卷：城镇和建筑
- 第16卷：地质、重量、距离
- 第17卷：农业、园艺
- 第18卷：战争、体育运动
- 第19卷：舰船、马匹、服装
- 第20卷：食物和器具

作为中世纪出版的百科全书，圣依西多禄没有将神学凌驾于其他知识之上。